# Kanadas damlandslag i landhockey
Kanadas damlandslag i landhockey (engelska: Canada women's national field hockey team) representerar Kanada i landhockey på damsidan. Laget slutade på andra plats i turneringen vid panamerikanska spelen 1991.
Laget tog även silver i världsmästerskapet 1983. och brons 1986.

### Fotnoter
1. ↑  ”Pan American Games - Final Standings” (på engelska). Panamhockey. Arkiverad från originalet den 2 december 2018. https://web.archive.org/web/20181202101847/http://www.panamhockey.org/en/panamgames. Läst 26 juli 2015.
2. ↑  ”Women Field Hockey World Cup 1983 Kuala Lumpur (MAS) - 10-23.04 Winner Netherlands” (på engelska). Sport Statistics. 19 mars 1983. Arkiverad från originalet den 4 mars 2016. https://web.archive.org/web/20160304201935/http://www.todor66.com/hockey/field/World/Women_1983.html. Läst 26 juli 2015.
3. ↑  ”Women Field Hockey World Cup 1986 Amstelveen (NED) - 15-24.08 Winner Netherlands” (på engelska). Sport Statistics. 19 mars 1986. Arkiverad från originalet den 4 mars 2016. https://web.archive.org/web/20160304052547/http://www.todor66.com/hockey/field/World/Women_1986.html. Läst 26 juli 2015.